# Lacertaspis gemmiventris
Lacertaspis gemmiventris är en ödleart som beskrevs av  Sjöstedt 1897. Lacertaspis gemmiventris ingår i släktet Lacertaspis och familjen skinkar. Inga underarter finns listade i Catalogue of Life.